# Fakultet elektrotehnike, strojarstva i brodogradnje u Splitu
Fakultet elektrotehnike, strojarstva i brodogradnje (FESB) osnovan je 1960. godine u Splitu, te je jedan od 11 fakulteta Sveučilišta u Splitu.
Na fakultetu je stalno zaposleno 237 djelatnika, od čega 159 sudjeluje u nastavnom procesu.

## Povijest
Ukazom Sabora NR Hrvatske 1960. godine osnovan je Elektrotehnički fakultet u Splitu, a iste godine ustanovljen je i Centar za izvanredni studij strojarstva u Splitu. 
Od akademske godine 1964./65. ustrojava se laboratorij za televiziju. U okviru ovog pionirskog poduhvata opremljen je i mali studio. Iz njega je u dvama navratima emitiran edukativni program za područje Splita. Početkom 1965. godine osnovan je Strojarsko-tehnološki odjel. Godina 1966. osnovan je na fakultetu Računski centar i nabavljeno je računalo Iskra Zuse Z-23/V uz financijsku potporu splitskog gospodarstva. Događaj je povijestan i važan za razvitak Fakulteta, informatizaciju Splita, dalmatinsku industriju i informatizaciju visokog školstva i znanosti u Hrvatskoj. To je bilo prvo računalo u gradu i prvo na jednoj visokoškolskoj ustanovi u Hrvatskoj. Nabava računala bila je začetak razvitka informatike u regiji. Godine 1968. otvoren je i studij brodogradnje pri Odjelu strojarstva, a iste godine i osnovana je i studentska knjižnica.
Pod novim imenom Fakultet elektrotehnike strojarstva i brodogradnje - FESB djeluje od 1971.objedinjavanjem Elektrotehničkog fakulteta i Centra za izvanredni studij strojarstva.
Od 1974. godine je u sustavu Sveučilišta u Splitu. Statutom od 1973. godine u nastavnim planovima posebna je pozornost dana fundamentalnim znanostima.
Izgradnja nove zgrade fakulteta započela je 1976. godine. Građena je prema projektu arhitekta Lovre Perkovića na lokaciji Visoka, predviđenoj za izgradnja budućeg sveučilišnog kampusa. Radove je izvodila splitska tvrtka Lavčević. Završena je 1980. godine, ali bila je bez bez velikog amfiteatra. Profesor Ante Maletić (najzaslužniji za izgradnju nove zgrade) je vodio poslove u svezi s izgradnjom nove zgrade, uz potporu uprave Fakulteta na čelu s prof. Petrom Slapničarem. Prof. Maletić osobito se je angažirao oko zgrade FESB-a, prve zgrade fakulteta odnosno prvog Fakulteta na području Kampusa. Preseljenje u novu zgradu snažno je poguralo FESB i uzdigao se je do ponajbolje sastavnice Sveučilišta u Splitu.
Iz starog zdanja Biskupove palače, Fakultet 1980. godine preseljava u zgradu na sadašnjoj lokaciji. 
Profesor Martin Jadrić preuzeto je organizaciju djelovanja fakulteta u novoj zgradi, njeno opremanje te izgradnju velikog amfiteatra. Nova zgrada predstavljala je prvu fazu površine 10450m2, u kojoj je u optimalnim uvjetima moglo studirati 1000 studenata.
Nakon dovršetka druge faze zgrade 2007. godine, Fakultet ima na raspolaganju gotovo 30.000 m2 moderno opremljenog prostora s 19 predavaonica, 11 računalnih učionica i 95 znanstvenih i nastavnih laboratorija. Na Fakultetu je do sada različite studijske programe završilo više od 9.000 studenata, a doktorat ili magisterij znanosti obranilo je 115 kandidata.

## Ustroj fakulteta
Fakultet ima unutrašnju podjelu na ustrojbene jedinice prema nastavnom i znanstveno-istraživačkom radu, te administrativno-tehničkom procesu rada. Ustrojbene jedinice koje ustrojavaju i izvode nastavu i znanstveno-stručni rad su zavodi te odsjek općih predmeta:
- Zavod za elektroenergetiku
- Zavod za elektroniku i računarstvo
- Zavod za matematiku i fiziku
- Zavod za strojarstvo i brodogradnju
- Zavod za strojarsku tehnologiju
- Odsjek općih predmeta

Ostale ustrojbene jedinice su:
- Dekanat
- Knjižnica
- Računski centar

## Uprava fakulteta
Prvi dekan novoosnovanog Elektrotehničkog fakulteta u Splitu bio je Hranko Smodlaka, u mandatu 1960. – 1962.
Od 2011. do 2015. godine, u svom prvom mandatu, dekan je bio Srđan Podrug.
Od 1. listopada 2015. do 30. rujna 2017. dekan je bio Sven Gotovac.
Srđan Podrug izabran je za dekana, u svom drugom mandatu, za razdoblje od 1. listopada 2017. do 30. rujna 2020.
Također, prof. Podrug izabran je i u svom trećem mandatu za dekana FESB-a, za razdoblje od 1. listopada 2020. do 30. rujna 2023.

## Studentske udruge

### DUMP – Udruga mladih programera
DUMP je udruga osnovana 2010. na FESB-u. Okuplja mlade programere, dizajnere, stručnjake za marketing i multimediju. Udruga je nastala iz neformalnih aktivnosti studenata FESB-a i učenika splitskog MIOC-a još od 2008., kada su organizirali „Školu osnova programiranja” i sudjelovali na natjecanjima.
DUMP održava konferenciju „DUMP Days”, program pripravništva „DUMP Internship” te edukativne cikluse poput „Škole osnova programiranja” i „Male škole Photoshopa”.

## Vanjske poveznice
- Službene stranice